# Macrolobium froesii
Macrolobium froesii är en ärtväxtart som beskrevs av John Macqueen Cowan. Macrolobium froesii ingår i släktet Macrolobium och familjen ärtväxter. Inga underarter finns listade i Catalogue of Life.